# Conan (émission de télévision)
Pour les articles homonymes, voir Conan.
Ne doit pas être confondu avec Late Night with Conan O'Brien ou The Tonight Show with Conan O'Brien.
Conan est une émission de télévision américaine, de type late-night show, présentée par l'humoriste Conan O'Brien. Elle est diffusée depuis le 8 novembre 2010, en troisième partie de soirée, sur la chaîne de télévision du câble TBS.
Animateur du Late Night with Conan O'Brien de NBC pendant 16 ans, O'Brien est engagé par TBS après un désaccord avec NBC un an après ses débuts sur l'émission-phare de la chaîne, The Tonight Show. Conan est diffusé du lundi au jeudi à 23 h. Le comédien Andy Richter reprend son rôle de partenaire d'O'Brien sur le plateau, et fait aussi office d'annonceur. Jimmy Vivino and the Basic Cable Band sont responsables de l'accompagnement musical de l'émission.

## Historique

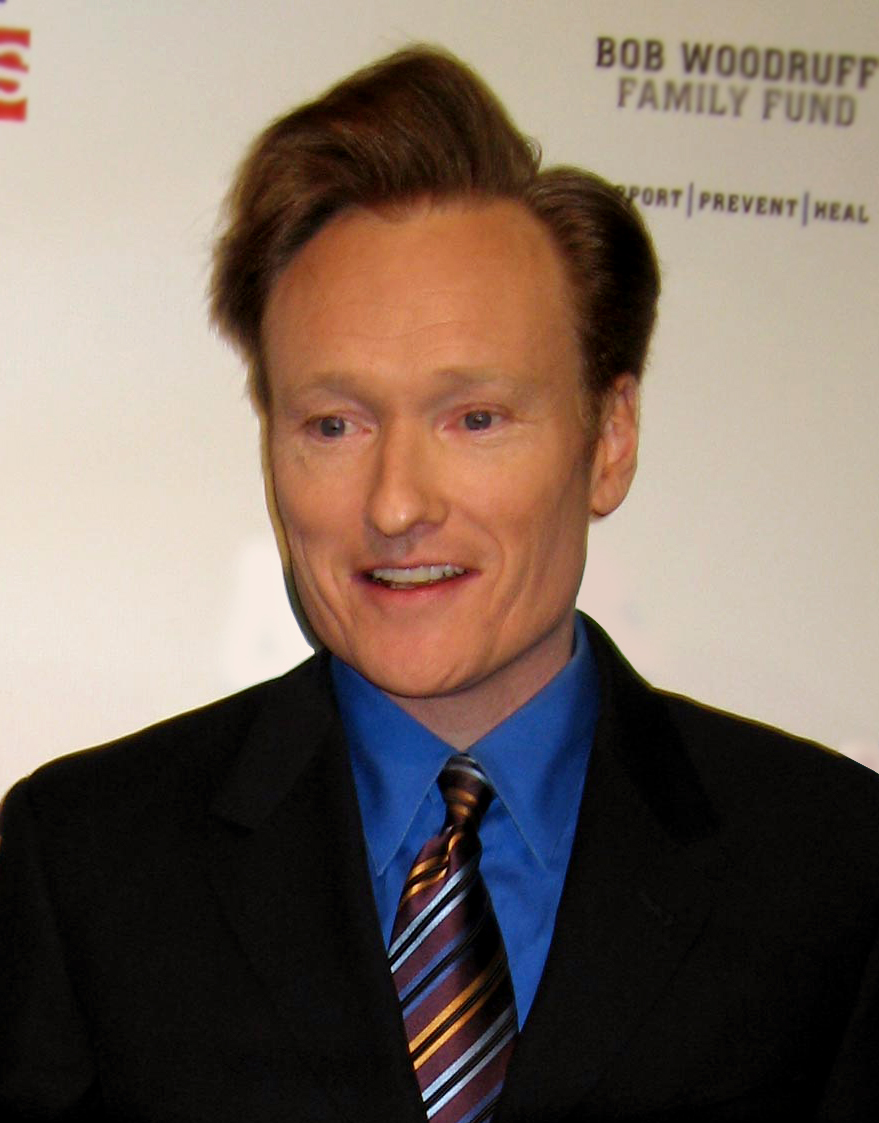
Le présentateur Conan O'Brien, vers 2007.

Le 6 mai 2021, Conan annonce sur twitter que l’émission prendra fin à la fin du mois de juin 2021. Il annonce également arrêter les talk show quotidiens après presque 30 ans sans interruption et annonce présenter une émission hebdomadaire.

## Production
L'annonceur et partenaire de Conan sur scène est Andy Richter, et l'orchestre de l'émission est le Jimmy Vivino and the Basic Cable Band.